# Alchemilla connivens
Alchemilla connivens é uma espécie de rosácea do gênero Alchemilla, pertencente à família Rosaceae.